# Cucullanidae
Die Cucullanidae sind eine Familie der Spulwürmer mit über 260 Arten. Sie sind größtenteils Fischparasiten und selten kommen einige Vertreter auch bei Schildkröten vor.

## Merkmale
Die Familie hat die Eigenschaften der Seuratoidea. Die Mundhöhle wird von einer Modifikation des vordersten Ösophagusabschnitts (Ösophastom) gebildet, dessen Wand aus Ösophagusgewebe besteht. Im Gegensatz zu den Chitwoodchabaudiidae ist der Ösophagus nicht in einen vorderen muskulösen und einen hinteren Drüsenteil differenziert.

## Systematik
Hodda (2022) unterteilt die Familie in fünf Gattungen in zwei Unterfamilien, wobei die Gattung Truttaedacnitis heute nur noch als Synonym für Cucullanus angesehen.:
- Campanarougetiinae Le-Van-Hoa & Pham-Ngoc-Khue, 1971
  - Campanarougetia Le-Van-Hoa & Pham-Ngoc-Khue, 1967
  - Oceanicucullanus Schmidt & Kuntz, 1969
- Cucullaninae Cobbold, 1864
  - Cucullanus Mueller, 1777
  - Dichelyne Jaegerskioeld, 1902